# گارچن (گمینا لینگوو)
گارچن (به لهستانی:  Garczyn) یک روستا در لهستان است که در گمینا لینگوو واقع شده‌است.
 گارچن  ۹۱۴ نفر جمعیت دارد.